# NGC 3851
NGC 3851 is een elliptisch sterrenstelsel in het sterrenbeeld Leeuw. Het hemelobject werd op 24 februari 1827 ontdekt door de Britse astronoom John Herschel.

## Synoniemen
- MCG 3-30-77
- ZWG 97.106
- ARAK 316
- PGC 36516